# Constantin Argetoianu
Constantin Argetoianu (ur. 15 marca 1871 w Krajowie, zm. 6 lutego 1955 w Syhocie) – rumuński prawnik, lekarz i polityk, premier Rumunii między 28 września, a 24 listopada 1939 roku, wolnomularz.

## Życiorys
Pochodził z rodziny bojarów z Oltenii, był synem generała Ioana Argetoianu. Ukończył studia prawnicze i medyczne na uniwersytecie paryskim, w 1897 rozpoczął pracę w służbie dyplomatycznej. Pracowała w rumuńskich poselstwach w Stambule, Rzymie, Wiedniu i w Paryżu. W czasie II wojny bałkańskiej służył w armii jako lekarz wojskowy w stopniu kapitana.
Karierę polityczną rozpoczął w 1914, kiedy został wybrany do Senatu, reprezentując w nim Partię Konserwatywną. W 1918 objął urząd ministra sprawiedliwości, w gabinecie Alexandru Averescu. Przewodniczył delegacji rumuńskiej, która negocjowała traktat w Bukareszcie. W tym samym roku przeszedł do Partii Ludowej (Partidul Poporului), kierowanej przez Averescu. W 1920 po raz kolejny objął resort finansów w rządzie Averescu.
W 1931 objął resorty spraw wewnętrznych i finansów w rządzie Nicolae Iorgi, podejmując próbę złagodzenia skutków Wielkiego Kryzysu. Jego polityka oszczędnościowa i próba zawieszenia wypłat pensji dla urzędników sprowokowała falę protestów skierowanych przeciwko Argetoianu. W 1932 rząd nie otrzymał wotum zaufania. Po odejściu z rządu Argetoianu założył niewielką partię Związek Agrarny (Uniunea Agrară), decydując się na bliską współpracę z dworem królewskim. Kryzys polityczny wywołany konfliktem dworu z Żelazną Gwardią wyniósł Argetoianu do władzy. 28 września 1939 objął urząd premiera, który sprawował przez okres dwóch miesięcy.
W czasie dyktatury Iona Antonescu Argetoianu opuścił Rumunię i zamieszkał w Szwajcarii. Powrócił do kraju w 1946. Próbował występować w roli mediatora pomiędzy komunistami rumuńskimi, a Partią Narodowo-Chłopską. Bezskuteczność tych działań skłoniła Argetoianu do tworzenia własnego zaplecza politycznego. W styczniu 1947 wspólnie z Nicolae Ottescu i Nicolae Cornățeanu powołał do życia Narodowy Związek Pracy i Rekonstrukcji (Uniunea Națională Muncă și Refacere). Infiltrowana przez komunistów partia nie odegrała większej roli i wkrótce się rozpadła.
Schorowany Argetoianu w 1948 wycofał się z aktywnego życia politycznego. 6 maja 1950 został aresztowany przez funkcjonariuszy Securitate i osadzony w więzieniu w Sighetu Marmației. Nigdy nie stanął przed sądem, zmarł w niejasnych okolicznościach w więzieniu. W 1999 wnuczki Argetoianu doprowadziły do jego pełnej rehabilitacji. Sąd uznał, że aresztowanie Argetoianu w 1950 było bezprawne.
Był dwukrotnie żonaty (Clemența Talievici, Valentina Boambă), miał córkę. Przez większość swojego życia pisał pamiętniki. W 1938 ukazały się relacje z podróży pt. Na tropie przeszłości. Podróż do Egiptu (Pe urmele trecutului. O călătorie în Egipt). W latach 90. opublikowano 11 tomów pamiętników Argetoianu (Memorii. Pentru cei de mâine: amintiri din vremea celor de ieri), w których przedstawił bogaty opis realiów społeczno-politycznych epoki, w której żył.